# NGC 6463
NGC 6463 est une lointaine galaxie elliptique (lenticulaire ?) compacte située dans la constellation du Dragon. Sa vitesse par rapport au fond diffus cosmologique est de 12 182 ± 28 km/s, ce qui correspond à une distance de Hubble de 180 ± 13 Mpc (∼587 millions d'al). NGC 6463 a été découverte par l'astronome américain Lewis Swift en 1886.
Note : Les galaxies NGC 6456, NGC 6463, NGC 6470, NGC 6471, NGC 6472, et NGC 6477 sont assez près l'une de l'autre sur la sphère céleste. L'attribution d'un numéro NGC à ces galaxies demandent certaines hypothèses. Aussi, l’identification de celles-ci doit être considérée comme incertaine, mais elle est probablement correcte. Harold Corwin a écrit un texte assez fouillé à ce sujet.